# Элошвили, Отар
Отар Элошвили (груз. ოთარ ელოშვილი, фр. Otar Eloshvili, родился 15 ноября 1978 года во Владикавказе (по другим данным, в Казбеги) — грузинский регбист, игравший на позициях центрового и крыльевого.

## Биография
Известен по выступлениям за французские клубы дивизионов Федераль 1 и Федераль 2, среди которых — «Компьень», «Аррас», «Спортинг Назарьен», «Олимпик Маркуа» и «Грасс», «Ницца». Карьеру завершил в сезоне 2010/2011. За сборную Грузии сыграл 11 матчей, набрал 10 очков благодаря двум попыткам. Провёл одну игру на чемпионате мира 2003 года против ЮАР (24 октября 2003, Сидней) и две игры на чемпионате мира 2007 года против Ирландии (15 сентября 2007, Бордо) и против Франции (30 сентября 2007, Марсель).
На чемпионате мира 2007 года Элошвили в игре против Франции въехал прямой ногой в Реми Мартана, за что получил дисквалификацию на 7 недель. В самом матче ирландский судья Алан Льюис этого фола не заметил и вместо Элошвили показал жёлтую карточку центровому Ревазу Гигаури.